# Кимбалл, Уорд
Уорд Уолрэт Кимбалл (англ. Ward Walrath Kimball, 4 марта 1914, Миннеаполис — 8 июля 2002, Лос-Анджелес) — американский аниматор, один из девяти выдающихся аниматоров студии Дисней.

## Биография

### Ранние годы
Уорд родился 4 марта 1914 года в Миннеаполисе, штат Миннесота, и был первенцем в семье Брюса и Мари Кимбаллов. Отец был разнорабочим и перебивался случайными заработками.
С самого детства у Уорда была необычная тяга к железным дорогам, во многом привитая его родственниками: два его дяди и дедушка работали на железной дороге «Missouri-Kansas-Texas Railroad». На первое Рождество Уорда дедушка подарил ему игрушечный паровозик, который мог заводится с ключа. В тот день взрослые весело играли с этим паровозом, построив импровизированную железную дорогу, за чем с удовольствием наблюдал девятимесячный Уорд. Кроме того, семья Кимбаллов довольно часто перемещалась по железной дороге между Миннесотой и Оклахомой, что не могло сказаться на увлечениях Уорда.
Семье Кимбаллов приходилось много работать, чтобы бороться с нищетой, поэтому когда Уорду исполнилось 6 лет, его отправили жить с бабушкой, уже овдовевшей на тот момент. Бабушка очень любила своего внука, поэтому вложила не мало сил в его воспитание. По выходным Уорд любил просматривать журнал «Minneapolis Journal» и уже тогда начал пытаться перерисовывать из него картинки. Позже Уорд уже пытался сам рисовать модели своих игрушек, поезда и прочие механизмы, чем он мог заниматься часами. Бабушка подогревала интерес своего внука и старалась его обеспечить всем необходимым для рисования.
Когда Уорду исполнилось 9 лет, в семье произошло пополнение: на свет появились его сестра Элеанор и брат Вебстер. Устав от нищеты и неустроенности, его отец как то сказал: «С меня довольно. Мы уезжаем в Калифорнию». Так семья Кимбаллов перебирается на западное побережье.
Покинув бабушку, интерес к рисованию немного отходит на второй план, однако в пятом классе, благодаря учителю рисования, он разжигается с новой силой: однажды учитель пообещал наградить шоколадкой того ученика, который сделает лучший рисунок в классе, что очень сильно вдохновило Уорда. Однажды отец показал Уорду, как рисовать пароход, больше для того, чтобы научить сына перспективе. Затем Уорд попытался повторить рисунок, но при этом наделив его множеством деталей. В итоге этот рисунок оказался лучшим в классе. В том же году Уорд был принят на курсы по рисованию В.Л. Эванса, который научил его основам.
Живя в Калифорнии, семья Кимбаллов часто переезжала: сначала они жили в Уэст-Ковине, затем в Глендейле, затем в Болдуин-Парке, из-за чего Уорд сменил много общеобразовательных школ. Несмотря на это, Уорд был очень энергичным ребенком; умел быстро заводить новые знакомства и выделяться из общей массы.
В начале 1930 года Уорд впервые познакомился с мультфильмами студии Диснея, которые демонстрировались в театре во время встреч «Mickey Mouse Club», на одну из которых он смог попасть. Уже тогда он увидел, насколько подход к анимации у Диснея более продвинутый, чем у других студий. Именно после этого в Уорде зарождается мысль поступить в школу искусств.
Окончив старшую школу, Уорд поступил в школу искусств «Santa Barbara School» в Калифорнии, решив стать журнальным иллюстратором. Однако, как-то увидев на утреннем киносеансе мультфильм «Три поросёнка» Уолта Диснея, он с портфелем в одной руке отправился в Голливуд.

### Карьера
Уорда приняли на студию в апреле 1934 года в качестве художника промежуточных кадров. Позже он был повышен до помощника аниматора Гамильтона Ласке. Изначально Уорд был занят в производстве короткометражных мультфильмов серии Silly Symphonies, например «The Wise Little Hen» (1934), «The Goddess of Spring» (1934) и «The Tortoise and the Hare» (1935). Он также работал над короткометражными мультфильмами с Микки Маусом, например «Orphan's Benefit» (1934).
В 1936 году Уорд был повышен до самостоятельного аниматора. Он продолжал работу над Silly Symphonies. Среди его работ были «Toby Tortoise Returns» (1936), «More Kittens» (1936), «Mother Goose Goes Hollywood» (1938).
На студии он предпочитал работать с комическими персонажами, постоянно экспериментируя в поисках чего-то нового. Среди персонажей, анимированных Уордом, можно выделить сверчка Джимини из мультфильма Пиноккио, Траляля и Труляля из мультфильма Алиса в Стране чудес и кота Люцифера из мультфильма Золушка.

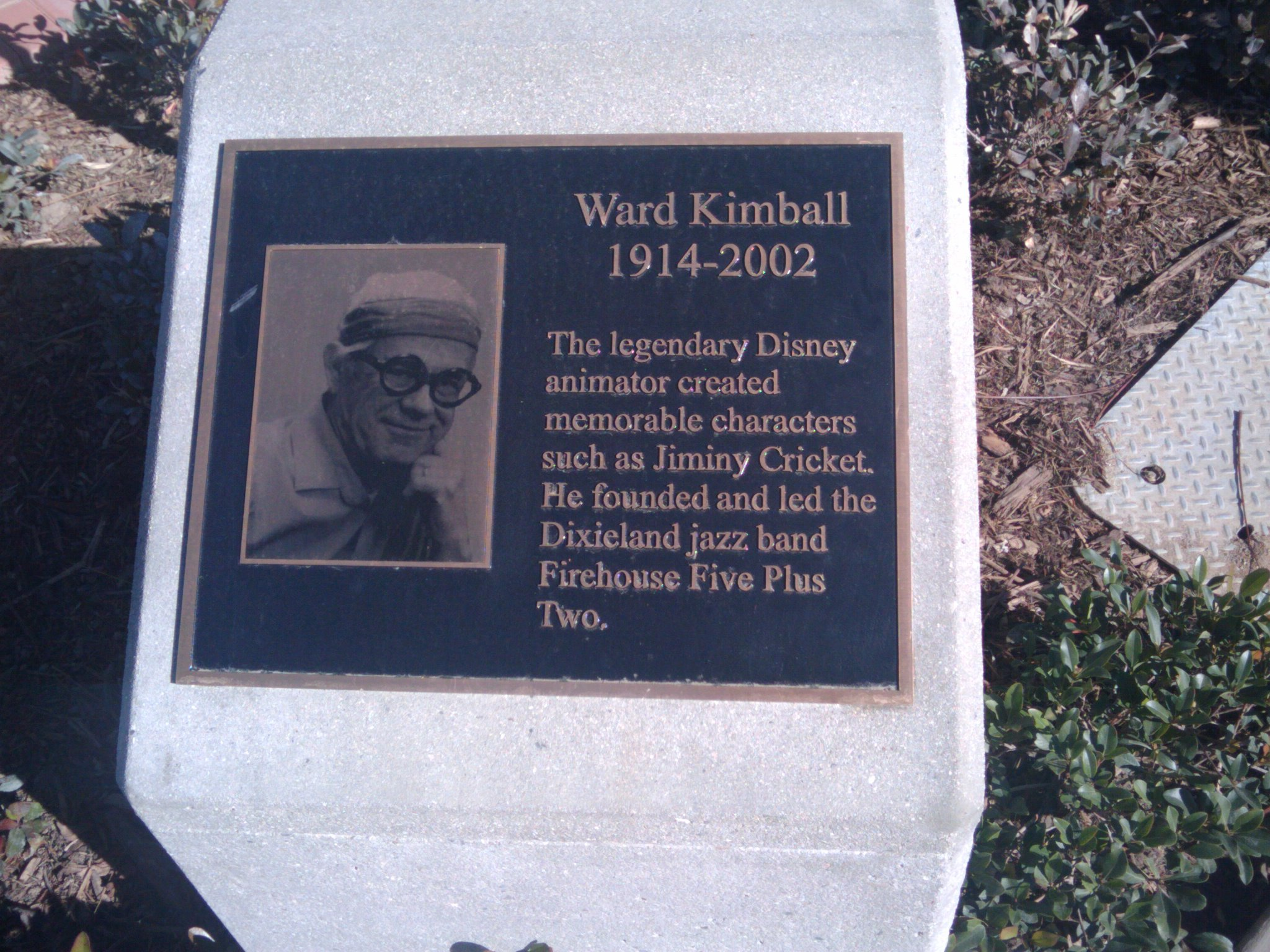
Поминальный камень, установленный в Перрисе

Во время забастовки аниматоров в 1941 году, Уорд был одним из тех, кто забастовку не поддержал, из-за чего от него отвернулись многие его коллеги.
В качестве тромбониста Уорд играл в джаз-группе Firehouse Five Plus Two вместе со своим коллегой Фрэнком Томасом. Как и его друг Олли Джонстон, Уорд очень любил поезда. На своих двух акрах апельсиновой рощи он построил садовую железную дорогу, чем, отчасти, разжег интерес к поездам у Уолта Диснея.
Уорд ушёл на пенсию в 1972 году. На пенсии он консультировал по поводу тематических аттракционов в парке развлечений, например такого как «World of Motion».

### Смерть

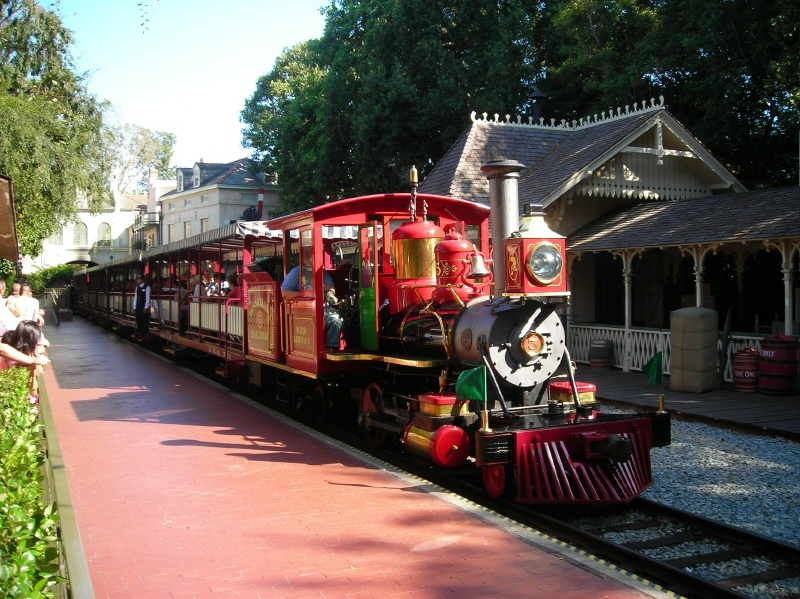
Паровоз «Уорд Кимбалл» в Диснейлэнде

Уорд Кимбалл скончался 8 июля 2002 года в возрасте 88 лет от пневмонии. В 2005 году новенький паровоз железной дороги Диснейлэнда (Engine No. 5) назвали «Уорд Кимбалл» — в честь аниматора.

## Награды
- 1970 — «It’s Tough to Be a Bird» (Трудно быть птицей) — Премия «Оскар» за лучший анимационный короткометражный фильм[16]